# پودیاروگی
پودیاروگی (انگلیسی: Podyarugi) یک شهرک در بخش پروخوروفسکی استان بلگورود کشور روسیه است.